# Esbareich (fromage)
L'Esbareich est un fromage produit en Barousse, dans les Hautes-Pyrénées. Il tire son nom du village éponyme et serait né au XVIIe siècle.

## Fabrication
L'Esbareich est un fromage à base de lait de brebis à pâte  pressée non cuite et à croûte naturelle lisse de couleur claire.
Il contient de 30 % à 45 %  de matière grasse, il a la forme d'une petite meule à flanc très convexe, pesant de 3,5 et 6 kilogrammes.
Il est affiné à sec pendant 2 à 6 mois en cave fraîche, avec humectations à l'eau salée. C'est au bout de 4 mois que la peau devient jaunâtre et s’épaissit.

## Dégustation
Ce fromage a une saveur fruitée et noisetée.

### Vins conseillés
- vin rouge : Madiran[1].

### Saisons conseillées
On le trouve toute l'année mais il est meilleur pendant la période de la transhumance : été et automne.